# 夏目維朔
夏目維朔（7月30日—）日本的女性漫画家和插畫家，血型是O型，代表作是無所適從的情衷。

## 經歷
同人畫家出身，曾繪有櫻木花道與流川楓、索隆與香吉士的配對BL。
代表作是無所適從的情衷。

## 作品列表

### 漫画

#### BL作品
- 無所適從的情衷、全2冊、原名《どうしようもないけれど》（青文出版社代理）
- 全心愛你、原名《ダッシュ！》（未有出版社代理）
- 純淨無色NO COLOR、全1冊、原名《ノーカラー》（青文出版社代理）
- 鋼索危情、全1冊、原名《タイトロープ》（長鴻出版社代理），同時收錄「無所適從的情衷」的短篇
- 直擊你的心Free Punch、原名《フリーパンチ》（長鴻出版社代理） 同時收錄直擊你的心Free Punch及絡陽館內容
- 糖果密碼、全1冊、原名《シュガーコード》（東立出版社代理）
- 在星空下與你相戀、全1冊、原名《きら星ダイヤル》（台灣東販代理）
- 糖果色的戀愛反論、全5冊、原名《飴色パラドックス》 （長鴻出版社代理）
- 我的甜心小惡魔、全1冊、原名《デビルズハニー》 連載中（台灣東販代理）
- 我的害羞小甜心、全1冊、原名《ジンジャーハニー》 連載中（台灣東販代理），我的甜心小惡魔中主角的弟弟與死黨的戀愛故事
- 心的藏匿處、原名《ハートの隠れ家 》連載中（東立出版社代理）
- 錯位記憶、全２冊、原名《いかさまメモリ》（台灣東販代理）
- House Backer 連載中1-2話
- 吟詠花戀、原名《花恋つらね》連載中（東立出版社代理）
- 王子大人的理由、原名《王子様の理由》連載中

#### 航海王同人作品
- 139I航海王同人精選、原名《139―チェケラ!》（旺福資訊代理）
- 139II航海王同人精選、原名《139 2―チェケラ! 》（旺福資訊代理）
- ISAKU航海王同人精選(1)、原名《139バラ色の未来なら君にあげるさ―チェケラ》（旺福資訊代理）
- ISAKU航海王同人精選(2)、原名《139―チェケラ! BOX》（旺福資訊代理）
- ISAKU航海王同人精選(3)、原名《レジェンドコレクション139》（旺福資訊代理）

#### 一般向作品
- 不思議幸運草紙、原名《あやかり草紙》 （東立出版社代理）連載譯為神幻故事繪卷 單行本1-2（完）
- 花咲街的人們

#### 短篇作品
- 車站前的居酒屋PM8：00、原名《駅前居酒屋PM8：00》
- 你有著甘甜的氣息
- 愛與青春的每一天
- Marchen Time story
- 愛與逃走的每一天
- 病院へ行こう！
- The Sweet Sense

## 相關鏈結
- （日語）CHEKE-RARA